# PalaLido

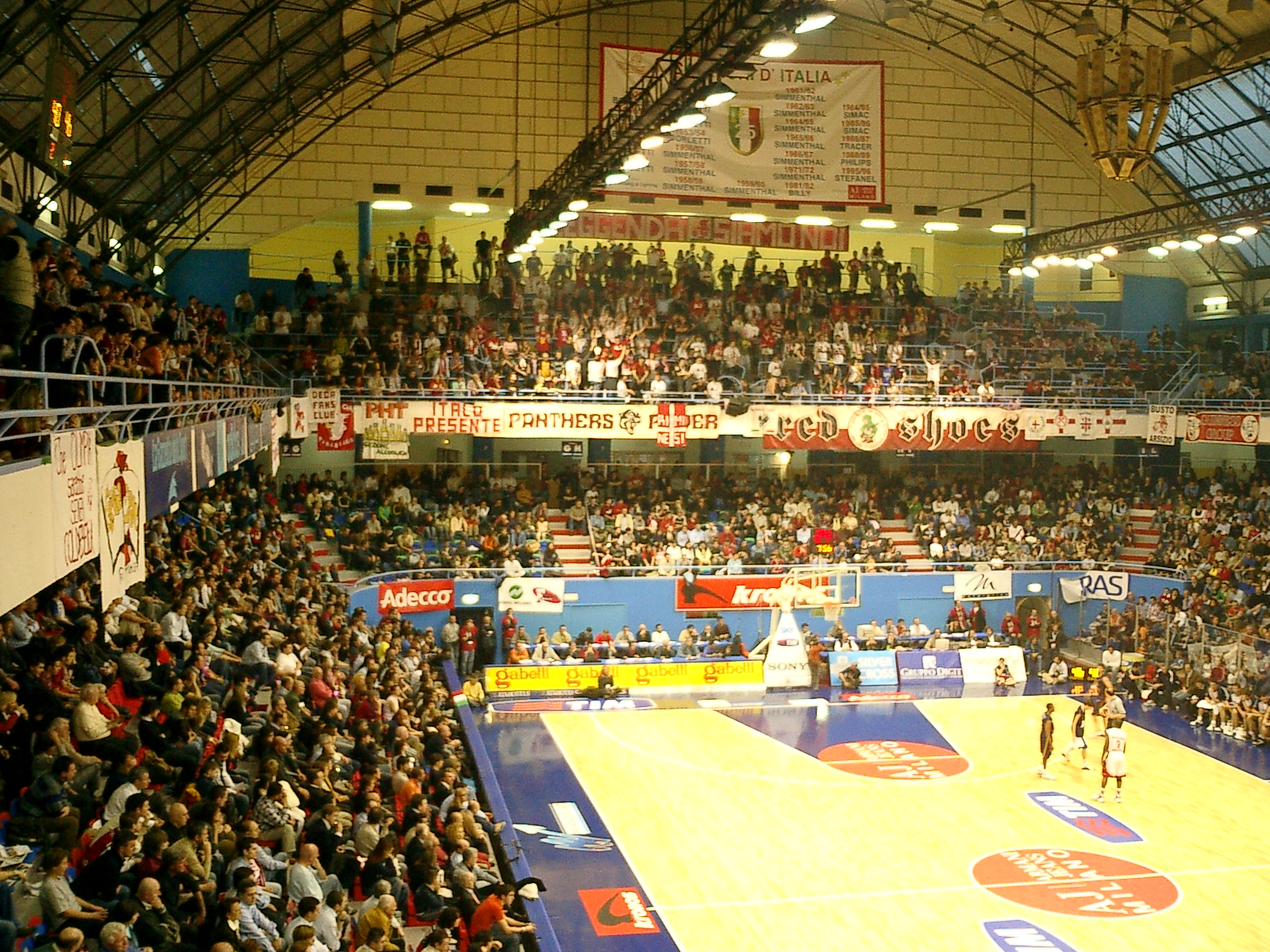
O interior do Palalido.

O PalaLido é um ginásio multi-uso localizado na cidade de Milão, na Itália, que suporta cerca de 6.000 pessoas.
O local é mais usado para eventos esportivos, mais também é usado para concertos tendo recebido bandas como The Rolling Stones, Deep Purple, Nightwish, Alice in Chains, e muitos outros. Em 2011 o local foi fechado para reformas, sob a supervisão de Giorgio Armani, e a reabertura está marcada para 2013.